# Mahunica
Mahunica (lat. Empetrum), biljni rod iz porodice vrjesovki, koji je nekada zajedno s rodom korema (Corema) činio porodicu mahuničevke (Empetraceae). 
Naziv Empetrum rod jer dobio prema staništu na kojima raste, to su maleni grmovi koji rastu na kamenju i stijenama, od grčkog en (na) i petra (stijena). Crna mahunica, koja raste u Hrvatskoj, naraste do 20 ili 30 cm u vis. Listovi su maleni, kožasti, sjajni i mnogobrojni, dugi 3 do 6 mm. Cvjetovi su dvodomni, nalaze se u pazušcima gornjih listova. Plod je crvenocrna koštunica sa 6 do 9 koštica, koja sazrijeva u rujnu, ali ostaje na biljci cijeli zimu.
U mahunice spadaju tri priznate vrste.

## Vrste
1. Empetrum atropurpureum Fernald & Wiegand
2. Empetrum eamesii Fernald & Wiegand
3. Empetrum nigrum L.
4. Empetrum rubrum Vahl ex Willd.

## Vanjske poveznice
|  | Zajednički poslužitelj ima još gradiva o temi Empetrum |
|  | Wikivrste imaju podatke o taksonu Empetrum             |